# Comuna Toporu, Giurgiu
Toporu este o comună în județul Giurgiu, Muntenia, România, formată din satele Tomulești și Toporu (reședința).

## Așezare
Comuna se află în extremitatea vestică a județului, la limita cu județul Teleorman. Este străbătută de șoseaua județeană DJ503, care o leagă spre sud-est de Stănești și Giurgiu (unde se termină în DN5B) și spre nord-vest de Răsuceni, apoi mai departe în județul Teleorman la Drăgănești-Vlașca (unde se intersectează cu DN6), Botoroaga, Moșteni, Videle, Blejești, Purani, Siliștea, Poeni, apoi mai departe în județul Dâmbovița de Șelaru, și în județul Argeș de Slobozia, Mozăceni, Negrași, Rociu, Oarja (unde are un nod pe autostrada A1 și Căteasca. Din acest drum, la Toporu se ramifică șoseaua județeană DJ506A, care duce spre vest în județul Teleorman la Răsmirești, Vitănești și Purani. Prin comună trece și calea ferată Giurgiu-Videle, pe care este deservită de stația Toporu.

## Demografie
Componența etnică a comunei Toporu
     Români (90,27%)
     Romi (3,89%)
     Alte etnii (0,12%)
     Necunoscută (5,72%)
Componența confesională a comunei Toporu
     Ortodocși (92,92%)
     Alte religii (1,12%)
     Necunoscută (5,96%)
Conform recensământului efectuat în 2021, populația comunei Toporu se ridică la 1.695 de locuitori, în scădere față de recensământul anterior din 2011, când fuseseră înregistrați 2.340 de locuitori. Majoritatea locuitorilor sunt români (90,27%), cu o minoritate de romi (3,89%), iar pentru 5,72% nu se cunoaște apartenența etnică. Din punct de vedere confesional, majoritatea locuitorilor sunt ortodocși (92,92%), iar pentru 5,96% nu se cunoaște apartenența confesională.

## Politică și administrație
Comuna Toporu este administrată de un primar și un consiliu local compus din 11 consilieri. Primarul, Constantin I. Ionescu[*], de la Partidul Național Liberal, este în funcție din 2012. Începând cu alegerile locale din 2024, consiliul local are următoarea componență pe partide politice:
|  | Partid                    | Consilieri | Componența Consiliului | Componența Consiliului | Componența Consiliului | Componența Consiliului | Componența Consiliului | Componența Consiliului | Componența Consiliului | Componența Consiliului | Componența Consiliului | Componența Consiliului | Componența Consiliului |
|  | ------------------------- | ---------- | ---------------------- | ---------------------- | ---------------------- | ---------------------- | ---------------------- | ---------------------- | ---------------------- | ---------------------- | ---------------------- | ---------------------- | ---------------------- |
|  | Partidul Național Liberal | 11         |                        |                        |                        |                        |                        |                        |                        |                        |                        |                        |                        |

## Istorie
La sfârșitul secolului al XIX-lea, comuna făcea parte din plasa Marginea a județului Vlașca, și era formată doar din satul de reședință, având o școală mixtă și o biserică. La acea vreme, pe teritoriul actual al comunei, mai funcționa în aceeași plasă și comuna Trestenicu de Jos, formată din satele Trestenicu-Grăjdănești, Trestenicu-Popești și Trestenicu-Tomulești, având în total 920 de locuitori, două biserici (la Trestenicu-Popești și Trestenicu-Tomulești) și o școală mixtă. Anuarul Socec din 1925 consemnează comunele în plasa Dunărea a aceluiași județ, comuna Toporu având 1595 de locuitori în unicul ei sat, iar comuna Trestenicu de Jos (denumită acum Trestenicu), având 1415 locuitori în satele Grăjdănești, Tomulești și Trestenicu-Popești. În 1931, comuna Trestenicu era formată din satele Grăjdănești, Tomulești și Trestenicu.
În 1950, comunele au fost transferate raionului Giurgiu și apoi (după 1952) raionului Drăgănești-Vlașca din regiunea București, comuna Trestenicu schimbându-și în timp numele în Tomulești, după noul sat de reședință, care a înglobat și satul Grăjdănești. În 1968, ele au trecut la județul Teleorman, iar comuna Tomulești a fost desființată și inclusă în comuna Toporu; satul Trestenicu a fost și el desființat atunci și comasat cu satul Tomulești. În 1981, o reorganizare administrativă regională a dus la transferarea comunei la județul Giurgiu.

## Monumente istorice
Trei obiective din comuna Toporu sunt incluse în lista monumentelor istorice din județul Giurgiu ca monumente de interes local. Două dintre ele sunt monumente de arhitectură: biserica de lemn „Sfânta Ecaterina” (1840) din fostul sat Trestenicu, actualmente în satul Tomulești; și conacul Noica (începutul secolului al XX-lea), aflat vis-a-vis de gara din satul Toporu. Celălalt obiectiv, clasificat ca monument memorial sau funerar, este monumentul funerar State Tomulescu (1863), aflat în cimitirul vechi din satul Tomulești.

## Personalități
- Dinu Adameșteanu (1913 - 2004), arheolog, emigrat în Italia;
- Ion Adameșteanu (1911-1976), medic veterinar, fratele arheologului Dinu Adameșteanu.